# والنزوئلا
والنزوئلا (Valenzuela) یکی از شهرهای فیلیپین است. این شهر یکی از ۱۶ شهر مجاور هم در جزیره لوزون است که بر روی هم، ناحیه پایتختی ملی فیلیپین را تشکیل می‌دهند. والنزوئلا در حدود ۱۴ کیلومتری شمال پایتخت این کشور شهر مانیل قرار گرفته است. این شهر یک شهر درجه یک محسوب می‌شود که این دسته‌بندی بر اساس جمعیت و درآمد است. عمده ساکنان این شهر مردم تاگالوگ هستند.
با توجه به قرارگیری این شهر در کلانشهر مانیل، رشد صنعتی و مهاجرپذیر آن قابل توجه بوده است.

## ذکر اسامی نواحی
در اسپانیایی، واژه Valenzuela مصغری از والنسیا است. Valenzuela همچنین نام خانوادگی Pío Valenzuelaیک پزشک تاگالوگ بود که یکی از رهبران کاتیپونن محسوب می‌شود.
والنزوئلا در گذشته پولو Polo نامیده می‌شد. نام پولو مشتق شده بود از زبان تاگالوگ (واژه pulô) که به معنی جزیره است.

### آب و هوا
| داده‌های اقلیم Valenzuela, Philippines | داده‌های اقلیم Valenzuela, Philippines | داده‌های اقلیم Valenzuela, Philippines | داده‌های اقلیم Valenzuela, Philippines | داده‌های اقلیم Valenzuela, Philippines | داده‌های اقلیم Valenzuela, Philippines | داده‌های اقلیم Valenzuela, Philippines | داده‌های اقلیم Valenzuela, Philippines | داده‌های اقلیم Valenzuela, Philippines | داده‌های اقلیم Valenzuela, Philippines | داده‌های اقلیم Valenzuela, Philippines | داده‌های اقلیم Valenzuela, Philippines | داده‌های اقلیم Valenzuela, Philippines | داده‌های اقلیم Valenzuela, Philippines |
| ماه                                   | ژانویه                                | فوریه                                 | مارس                                  | آوریل                                 | مه                                    | ژوئن                                  | ژوئیه                                 | اوت                                   | سپتامبر                               | اکتبر                                 | نوامبر                                | دسامبر                                | سال                                   |
| ------------------------------------- | ------------------------------------- | ------------------------------------- | ------------------------------------- | ------------------------------------- | ------------------------------------- | ------------------------------------- | ------------------------------------- | ------------------------------------- | ------------------------------------- | ------------------------------------- | ------------------------------------- | ------------------------------------- | ------------------------------------- |
| میانگین بیش‌ترین °C (°F)               | ۲۹٫۸ (۸۶)                             | ۳۰٫۷ (۸۷)                             | ۳۲٫۴ (۹۰)                             | ۳۳٫۹ (۹۳)                             | ۳۳٫۸ (۹۳)                             | ۳۲٫۲ (۹۰)                             | ۳۱٫۱ (۸۸)                             | ۳۰٫۶ (۸۷)                             | ۳۰٫۷ (۸۷)                             | ۳۱٫۰ (۸۸)                             | ۳۰٫۶ (۸۷)                             | ۲۹٫۹ (۸۶)                             | ۳۱٫۳۹ (۸۸٫۵)                          |
| میانگین روزانه °C (°F)                | ۲۵٫۶ (۷۸)                             | ۲۶٫۰ (۷۹)                             | ۲۷٫۴ (۸۱)                             | ۲۸٫۹ (۸۴)                             | ۲۹٫۲ (۸۵)                             | ۲۸٫۳ (۸۳)                             | ۲۷٫۵ (۸۲)                             | ۲۷٫۳ (۸۱)                             | ۲۷٫۳ (۸۱)                             | ۲۷٫۳ (۸۱)                             | ۲۶٫۸ (۸۰)                             | ۲۶٫۰ (۷۹)                             | ۲۷٫۳ (۸۱٫۲)                           |
| میانگین کم‌ترین °C (°F)                | ۲۱٫۴ (۷۱)                             | ۲۱٫۴ (۷۱)                             | ۲۲٫۵ (۷۳)                             | ۲۳٫۹ (۷۵)                             | ۲۴٫۷ (۷۶)                             | ۲۴٫۵ (۷۶)                             | ۲۴٫۰ (۷۵)                             | ۲۴٫۰ (۷۵)                             | ۲۳٫۹ (۷۵)                             | ۲۳٫۶ (۷۴)                             | ۲۳ (۷۳)                               | ۲۲٫۲ (۷۲)                             | ۲۳٫۲۶ (۷۳٫۸)                          |
| بارندگی میلی‌متر (اینچ)                | ۱۸ (۰٫۷۱)                             | ۱۰ (۰٫۳۹)                             | ۱۳ (۰٫۵۱)                             | ۳۰ (۱٫۱۸)                             | ۱۵۹ (۶٫۲۶)                            | ۳۱۸ (۱۲٫۵۲)                           | ۴۷۷ (۱۸٫۷۸)                           | ۵۰۳ (۱۹٫۸)                            | ۳۶۹ (۱۴٫۵۳)                           | ۱۹۴ (۷٫۶۴)                            | ۱۴۰ (۵٫۵۱)                            | ۶۵ (۲٫۵۶)                             | ۲٬۲۹۶ (۹۰٫۳۹)                         |
| [ نیازمند منبع ]                      |                                       |                                       |                                       |                                       |                                       |                                       |                                       |                                       |                                       |                                       |                                       |                                       |                                       |

## جمعیت
بر اساس سرشماری ۲۰۱۵، جمعیت کل شهر والنزوئلا ۶۲۰٬۴۲۲ بوده است که در ناحیه کلانشهری مانیل هفتمین شهر بزرگ و در فیلیپین سیزدهمین شهر بزرگ محسوب می‌شود. نرخ رشد سالانه یک ۱٫۴۵٪ است.